# Wilhelm Hamann

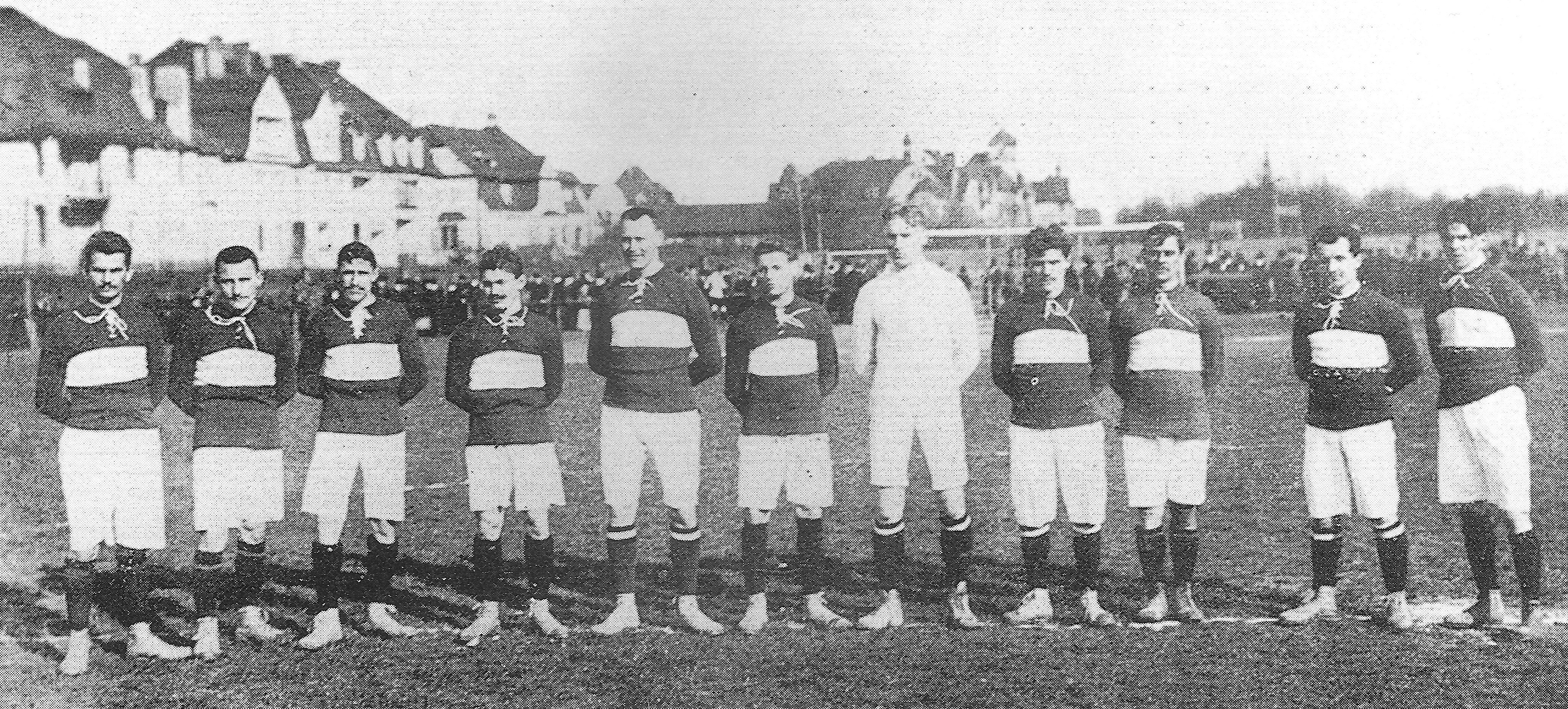
Wilhelm Hamann (3. v. r.)
und Mitspieler des FC Askania Forst im Jahr 1911.

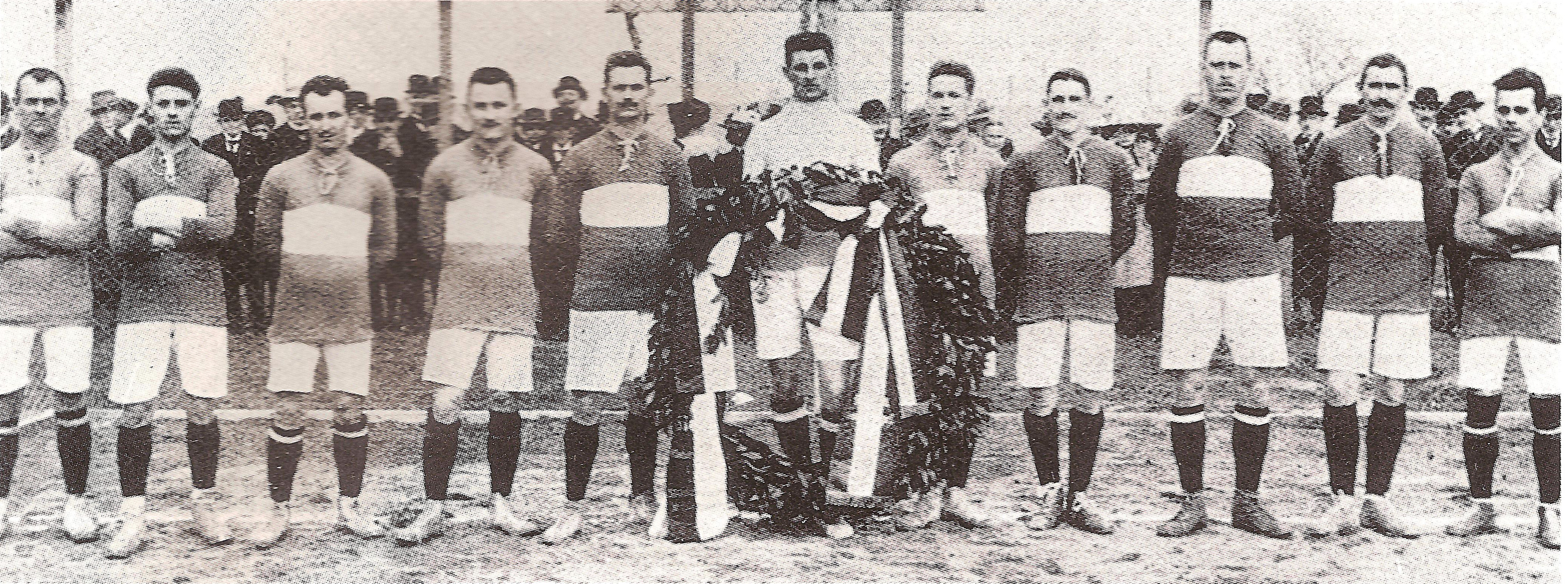
Wilhelm Hamann (1. v. l.)
und Mitspieler des FC Askania Forst im Jahr 1913.

Wilhelm Hamann (Lebensdaten unbekannt) war ein deutscher Fußballspieler.

## Karriere
Aufgrund der errungenen Südostdeutschen Meisterschaften war seine Mannschaft Askania Forst mehrfach in den Endrunden um die Deutsche Meisterschaft vertreten. Er bestritt insgesamt drei Spiele, die allesamt jeweils im Viertelfinale verloren wurden. Am 7. Mai 1911 mit 2:3 wie auch am 20. April 1913 mit 0:5 jeweils gegen den VfB Leipzig und am 3. Mai 1914 mit 0:4 beim Berliner BC 03.

## Erfolge
- Südostdeutscher Meister 1911, 1913, 1914
- Bezirksmeister Niederlausitz 1911, 1913